# ʿAttārīn-Moschee

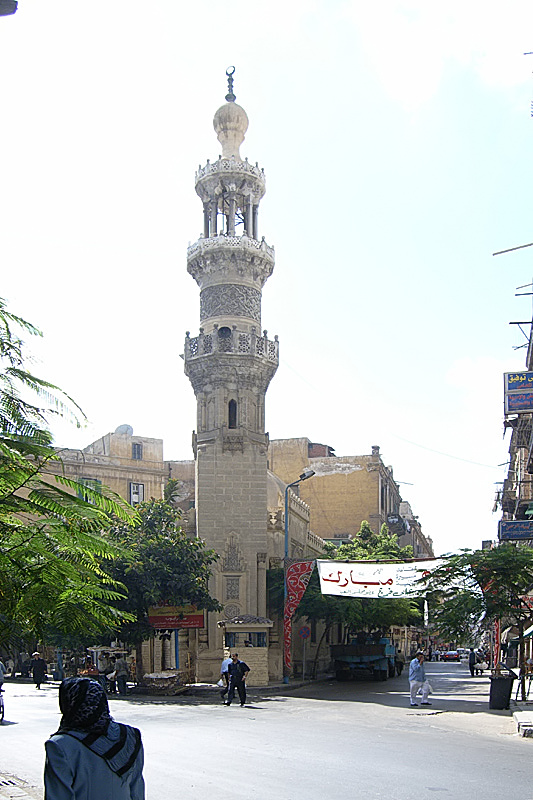
ʿAttārīn-Moschee

Die ʿAttārīn-Moschee (arabisch مسجد العطارين, DMG Masǧid al-ʿAṭṭārīn), die ursprünglich als Kirche des Heiligen Athanasius bekannt war, ist eine zur Moschee umfunktionierte Kirche im ʿAttārīn-Viertel in Alexandria, Ägypten. Die ehemalige Kirche wurde 370 n. Chr. erbaut und ist dem Heiligen Athanasius von Alexandria gewidmet. Als der Islam nach Ägypten kam, wurde die Kirche in eine kleine Moschee umgewandelt.

## Römische Herrschaft
Im Jahr 370 n. Chr. wurde die St. Athanasius-Kirche an der Stelle eines mithräischen Tempels im nördlichen Teil der Kanopenstraße errichtet. 
Im 7. Jahrhundert begannen Mönche mit dem Bau von Zellen um eine alte Kirche herum und legten damit den Grundstein für ein Kloster in dieser Gegend. Dieses erste Kloster wurde durch ein Erdbeben zerstört und später von dem wohlhabenden Alexandriner Sabbas wieder aufgebaut, der es seinem Schutzpatron, dem Heiligen Sabbas dem Geheiligten, widmete.

## Islamische Eroberung

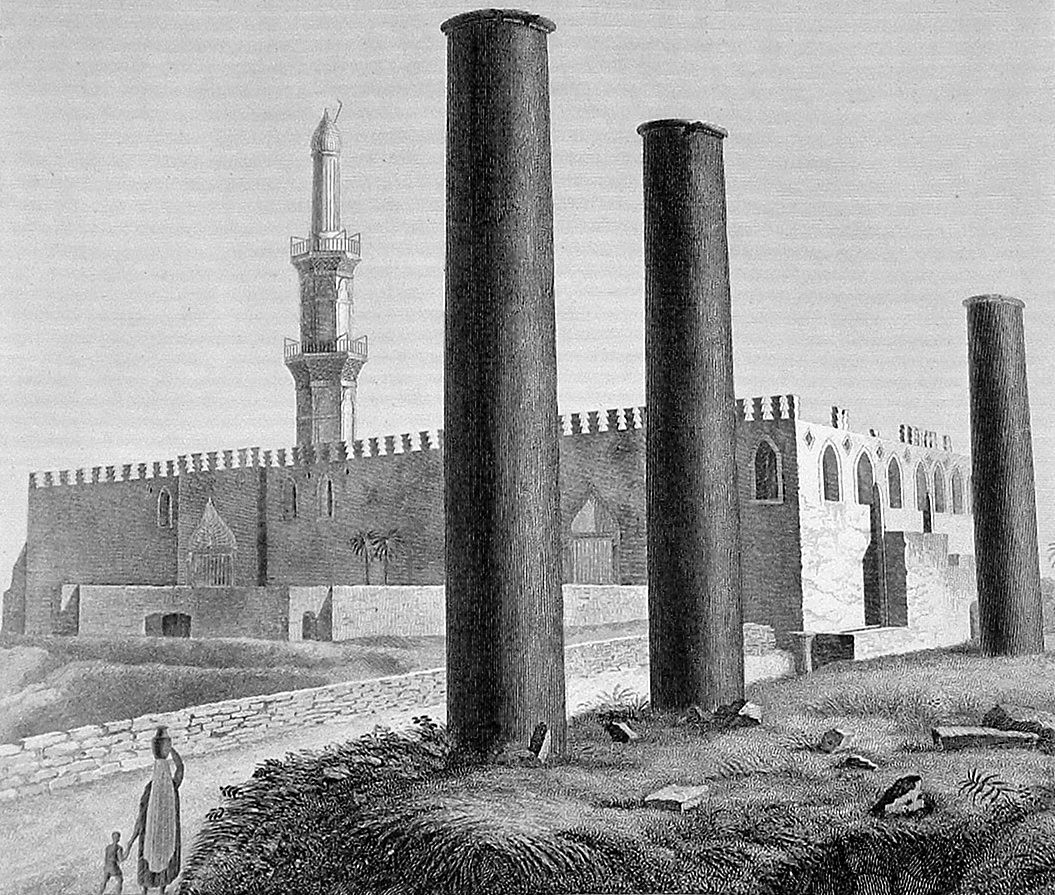
Die ʿAttārīn-Moschee mit Blick nach Norden über den Kanopischen Weg

Am 8. November 641 n. Chr. fiel Alexandria nach einer 14-monatigen Belagerung unter der Führung von ʿAmr ibn al-ʿĀs unter die Kontrolle der Muslime durch den Kalifen ʿUmar, als das Römische Reich die Stadt aufgab und ein Vertrag unterzeichnet wurde. Seitdem wurde die Kirche von den Muslimen in eine Moschee umgewandelt.

## Napoleonische Expedition

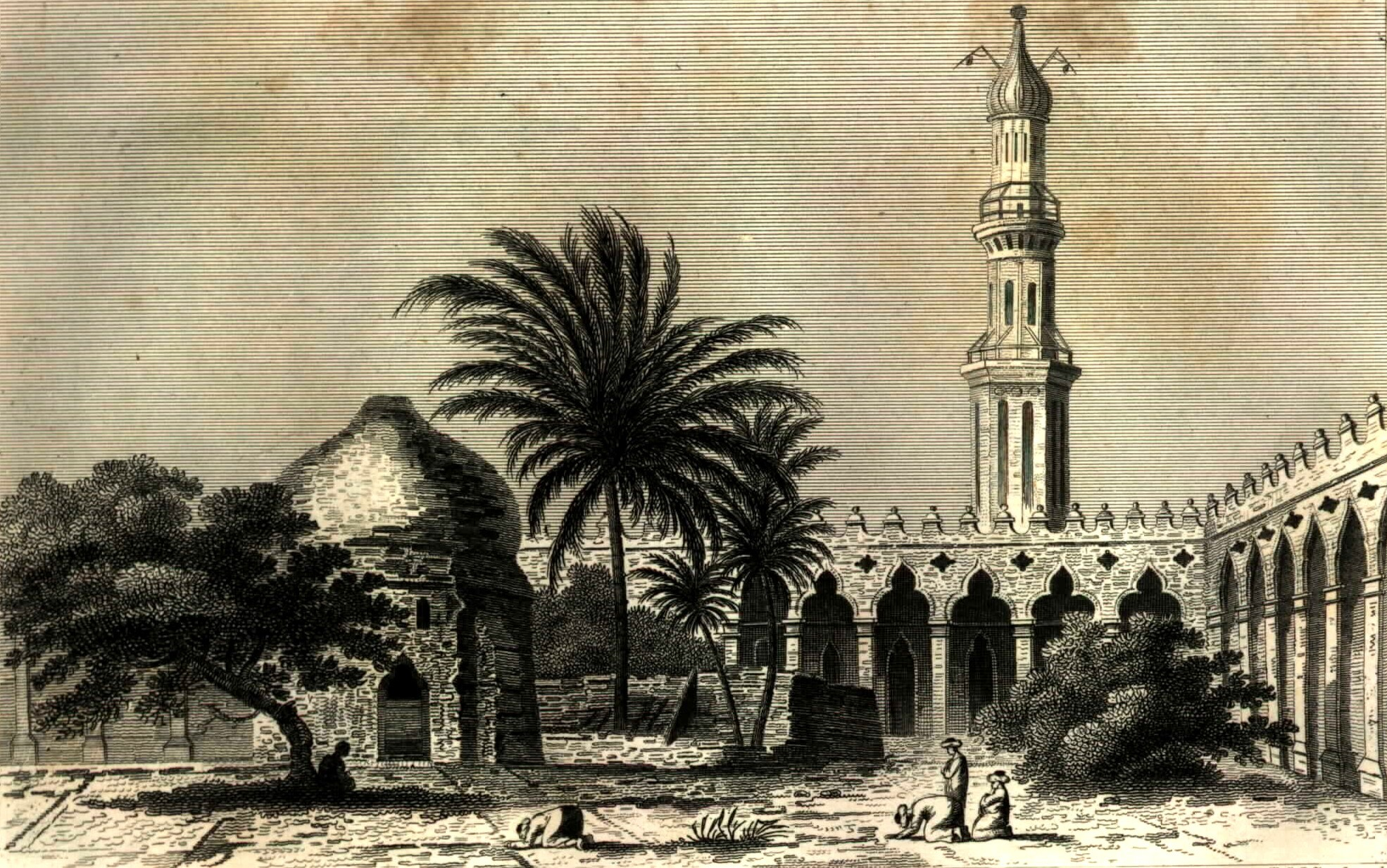
Vivant Denons Zeichnung des Inneren der Moschee, die ein achteckiges Gebäude zeigt

Im Jahr 1798 führte Napoleon Bonaparte den französischen Feldzug in Ägypten und Syrien an. Die ʿAtārīn-Moschee wurde von den Franzosen einst für das Grab Alexanders des Großen gehalten. Vivant Denons Zeichnung des Moscheehofs zeigte ein kleines achteckiges Gebäude, in dem sich ein Sarkophag befand, der dem „Haus Alexanders des Großen“ sehr ähnlich war, was zu Spekulationen führte, ob es sich um das Grab des Stadtgründers handelte. Anfang des 20. Jahrhunderts wurde festgestellt, dass der Sarkophag für Nektanebos II. angefertigt wurde. Dies spricht für die Verwendung als Alexandergrab, denn Diodorus 16.51 berichtet, dass Nektanebos II. etwa 341 v. Chr. vor einer persischen Invasion nach Äthiopien floh. Es gibt keine Beweise dafür, dass er jemals zurückkehrte, und die Perser regierten Ägypten bis zur Ankunft Alexanders im Jahr 332 v. Chr. Daher stand dieser Sarkophag Ptolemäus Soter in einem neuen, vollständigen und unbenutzten Zustand zur Verfügung, als er Alexander um 321 v. Chr. in Memphis bestatten musste.